# Paul Neefs
Paul Neefs (Turnhout, 4 juli 1933 - Oud-Turnhout, 7 mei 2009) was een Belgisch architect en beeldend kunstenaar.

## Leven en werk
Neefs studeerde af in 1956 aan het Hoger Instituut voor Architectuur St. Lucas te Gent en werkte als zelfstandig architect van 1958-1983.
Tussen 1958 en 1983 bouwde Neefs zo'n zestig woningen en vier wijken van sociale woningen, een gemeentehuis, een kerk, een graansilo en een loods in de Turnhoutse Kempen.
Zijn werk sluit dicht bij het modernisme aan, met zo weinig mogelijk elementen en strakke details, rechte lijnen en rechte hoeken. Hij was zeer geboeid door de grote modernisten zoals Le Corbusier (1896-1967), Walter Gropius (1883-1969), Henry Van de Velde (1863-1957), Alvar Aalto (1898-1976) en Mies van der Rohe (1886-1969). Ook de schuine scherpe vormen van Hans Scharoun (1893-1972) en de gebogen vlakken van de Braziliaan Oscar Niemeyer (1907-2012) wisten Paul Neefs te boeien. Beide architecten introduceerden een soort van lichtheid en een poëzie in het modernisme.
In zijn eigen woning (1963) legde Paul Neefs voor het eerst duidelijk zijn standpunten aangaande architectuur vast. Door de inplanting op een terrein in het midden van velden zijn alle oriëntaties en alle zichten open. Een aantal grote projecten, zoals een school, een klooster, een rusthuis, appartementsblokken en een gemeentehuis is nooit gerealiseerd.
In 1983 zegde Neefs het beroep van architect vaarwel. In zijn vrije tijd begon hij beeldend werk te maken: tekeningen, zeefdrukken, en sculpturaal werk in metaal en hout. Veel van deze werken hangen nu in zijn huizen.

## Geschiedenis
Tijdens zijn middelbareschoolcarrière studeerde hij aan het Sint-Jozefscollege in Turnhout waar hij tevens geboren en getogen werd. Hier studeerde hij Latijn-Grieks. Toen hij 13-14 jaar oud was heeft hij de toen hedendaagse architectuur ontdekt in de Turnhoutse stedelijke bibliotheek. Hij was enorm gefascineerd door de architectuur in al zijn vormen en wou dus van kinds af aan architect worden. Hij zat soms urenlang op de zolder te knutselen. Hij maakte altaren uit triplex naar het voorbeeld van de Turnhoutse kerk. Ook bouwde hij de kerk zelf waarbij hij telkens van huis tot aan de kerk moest lopen om alle details te bestuderen.

## Oeuvre
Het oeuvre van Paul Neefs was vooral geïnspireerd op de natuur.
Niet alleen de natuur maar ook het landschap en de lucht speelden een grote rol. De meest opvallende inspiratie kreeg hij door zijn ouderlijke huis. Hij woonde midden in de velden in een ruim en hoog huis. Dit huis met zijn omgeving was zeer rustgevend vond hij zelf en dit wilde hij ook in zijn architectuur weergeven.

## Projecten

#### Woning Thomas

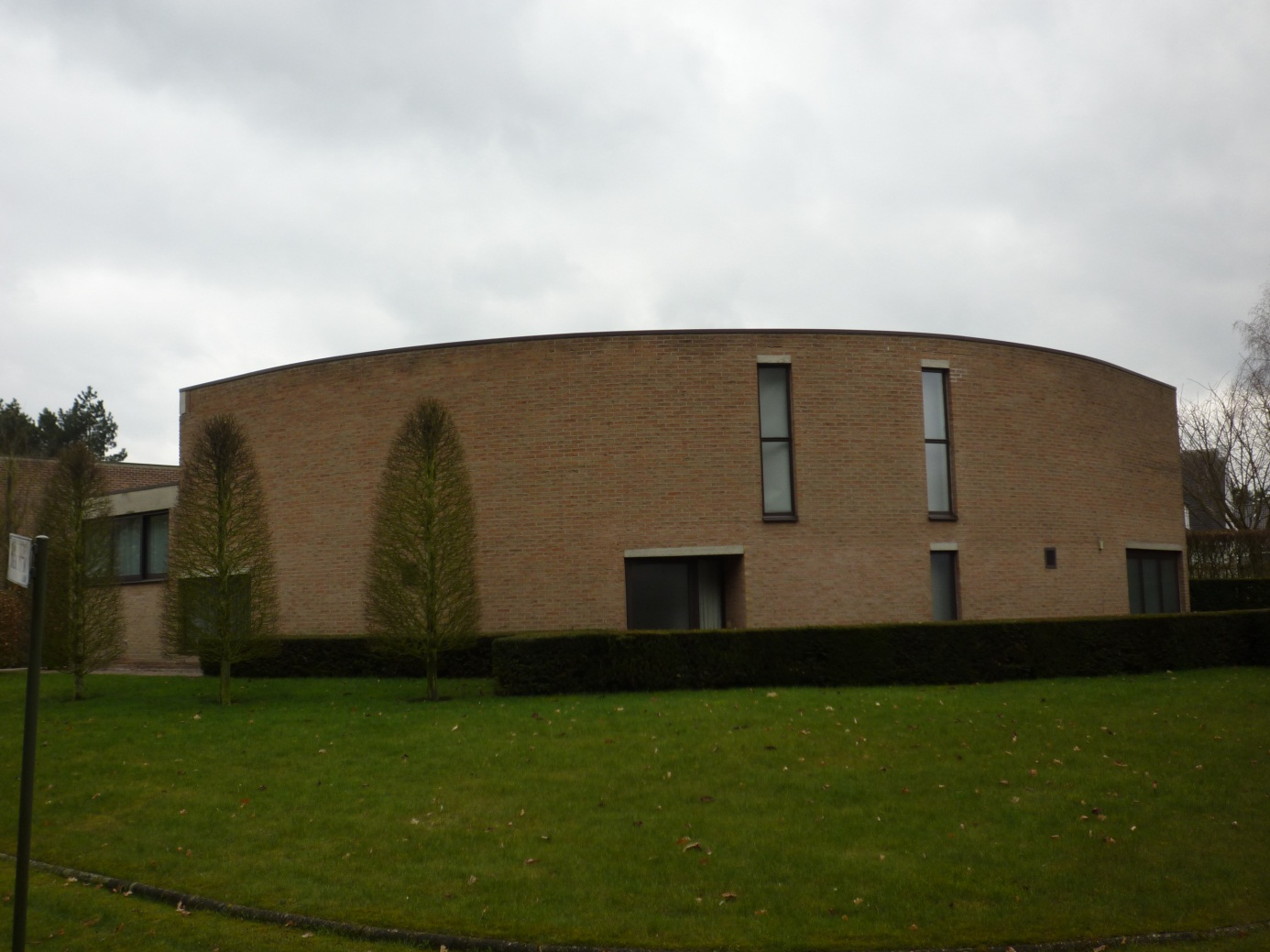
Woning Thomas

Deze woning werd origineel ontworpen voor de heer en mevrouw ‘Thomas’. Het eerste ontwerp was volgens het koppel een beetje te grootschalig waardoor Neefs opnieuw aan het werk moest. Uiteindelijk kwam hij met een nieuw plan dat veel compacter was, met een grondplan in de vorm van een citroen. Dit plan werd uitgewerkt en de bouwaanvraag werd voltooid in 1973.
De bureauruimte heeft de vorm van een koordenvierhoek. Dit is een vierhoek waarvan de vier hoekpunten op één cirkel liggen. 
De 4 zijden zijn de koorden van deze omgeschreven cirkel. Deze woning is een van de laatste die hij ontworpen heeft en bevat enkele van zijn beeldende en grafische werken.

### Eigen woning

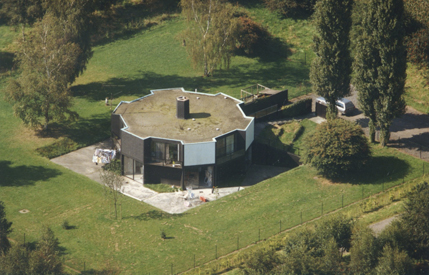
In Oud-Turnhout

Deze twaalfhoekige, moderne woning uit 1963 ontwierp Neefs voor zichzelf. Het gebouw in Oud-Turnhout, bestaande uit baksteen en beton, bevindt zich op een dieper uitgegraven, verhard en vierkant oppervlak, omgeven door een grasveld. De woning met twee bouwlagen onder een plat dak bestaat uit open en gesloten zijden waardoor de natuur dichter bij de vorm staat. Zo stroomt het daglicht via de open zijden naar binnen en de uitspringende gesloten zijden zijn inbouwkasten. De twaalfhoek heeft een circulatiegang die toegang geeft tot omliggende vertrekken.

### Woning Pleysier-Dries

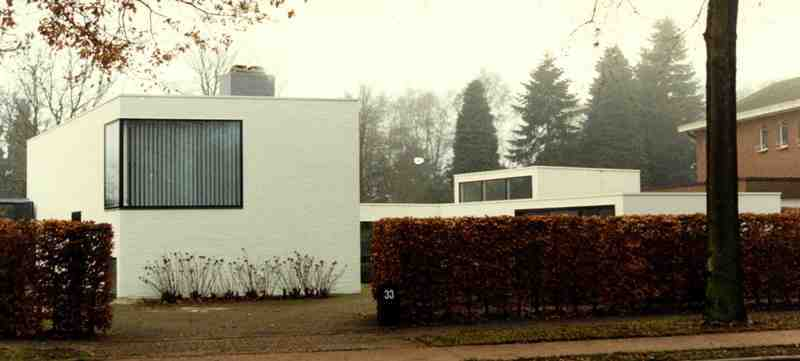
Woning Pleysier-Dries

Woning Pleysier (1970) in Rijkevorsel bestaat uit twee aaneengeschakelde volumes van baksteen en beton met witgeschilderde buitenmuren en stalen ramen en deuren. De schuin ingeplante oostelijke gevel van het oorspronkelijke volume loopt evenwijdig met de perceelgrens en het in 1976 bijgebouwde rechtervolume werd op dezelfde wijze uitgevoerd. Ook voor de binnenindeling is de schuine lijn van de perceelgrens richtinggevend. Bij de uitbreiding in 1976 verhuisde de werkkamer van de schrijver van de drukke voorplaats aan de straat naar een rustiger gelegen vertrek aan de tuin. In de nieuwe vleugel werden ook een garage en veranda ondergebracht.

### Op de Beeck

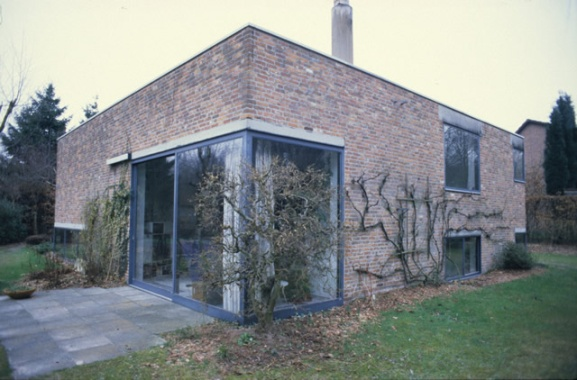
Op de Beeck

Dit eenvoudige bouwvolume in Oud-Turnhout ontwierp Neefs in 1974. Binnen in het huis is er een uitzonderlijke ruimtelijkheid. Zo blijkt de woning veel groter, ruimer en lichter dan ze van buitenaf eruitziet. De woning combineert een gesloten karakter aan de straatzijde met een grote openheid aan de tuinzijde. Zoals in veel woningen van Neefs wordt een dubbelhoge woonruimte gekoppeld aan een split level. De woning geeft uitdrukking aan de visie van de architect om de aandacht op de binnenruimte te concentreren. De vorm wordt niet opgelegd, maar groeit uit het ontwerp zelf.

### Kerk Gerheide Balen
In 1966 werd Neefs gevraagd een nieuw ontwerp te maken voor de al verouderde kerk.
Hij kwam met een plan dat bestond uit simpele basisvolumes. Het bestond uit een achthoekig gebouw met een balk als voorportaal. Heel het gebouw was een massieve structuur bekleed met baksteen. Voor de ramen werd geen glas gebruikt, maar een diffuus materiaal dat het lichten de warmte binnen laat maar tegelijk ook de kerkgangers afschermt van het felle zonlicht. Het gebouw moest net zoals zijn andere groots en ruim zijn.

### Woning Marinus
In 1971 ontwierp Neefs de woning Marinus in Vosselaar in opdracht van een Koppel.
Ook hier werd gebruikgemaakt van simpele basisvormen in het grondplan. Hier werd gebruikgemaakt van een soort trapezium als grondplan voor zowel de gelijkvloers als de eerste verdieping van het gebouw. Ook hier werd er weer gebruikgemaakt van massieve elementen. Hoge bepleisterde muren en grote ramen die in verschillende vormen en maten voorkomen vormen het exterieur. Het gebouw zelf is niet geometrisch opgebouwd en maakt gebruik van verschillende tussenverdiepen. Ook hier moest het gebouw ruim en hoog zijn. Deze woning was een special project voor Neefs doordat hij hier de vrijheid kreeg te spelen met de ramen, de gevels en de tussenvloeren.